# Lascoria laurentia
Lascoria laurentia är en fjärilsart som beskrevs av William Schaus 1916. Lascoria laurentia ingår i släktet Lascoria och familjen nattflyn. Inga underarter finns listade i Catalogue of Life.